# Tallo (poeta)
Tallo di Mileto (in greco antico: Θάλλος Μιλήσιος?, Thállos Milésios; Mileto, metà I secolo a.C. ? – prima del 41 d.C. ?) è stato un poeta greco antico.

## Biografia
Il nome è attestato in varie forme come Thalos, Thyelaus, Thyillos; queste differenze possono essere dovute alla confusione con il più noto filosofo Talete di Mileto (in greco antico: θάλης?). Il fatto, inoltre, che sia compreso nella Corona di Filippo di Tessalonica ne fa un autore operante sotto i primi imperatori Giulio-Claudi: inoltre, uno dei suoi componimenti celebra proprio un imperatore o un personaggio della famiglia imperiale, e questo ha portato all'ipotesi che Tallo vada identificato con l'omonimo liberto di Germanico menzionato in un'iscrizione.

## Epigrammi
Cinque dei suoi componimenti sono conservati, come detto, all'interno della Antologia Palatina: un epigramma anatematico, con la dedica, fatta da vari guerrieri, delle loro armi ad Ares (I); un epigramma celebrativo del compleanno di un "Cesare"; un componimento sepolcrale sulla morte di una sposa nel giorno delle nozze, secondo il topos del connubio amore-morte (III) e sulla morte di due gemelli di Mileto (IV); un epigramma su un platano che accoglie gli amori di molti giovani (V). 